# 1948年サンモリッツオリンピックのオーストリア選手団
1948年サンモリッツオリンピックのオーストリア選手団（1948ねんサンモリッツオリンピックのオーストリアせんしゅだん）は、1948年1月30日から2月8日までスイスのサンモリッツで開催された1948年サンモリッツオリンピックのオーストリア選手団、およびその競技結果。

## 概要
今大会は金メダル1個、銀メダル3個、銅メダル4個の合計8個のメダルを獲得した。
アルペンスキーの女子複合でトルーデ・ヨーフム＝バイザーがスキー競技オーストリア女子初の金メダルを獲得した。

## メダル
| メダル   | 選手名                       | 競技               | 種目         |
| -------- | ---------------------------- | ------------------ | ------------ |
| 金メダル | トルーデ・ヨーフム＝バイザー | アルペンスキー     | 女子複合     |
| 銀メダル | フランツ・ガーブル           | アルペンスキー     | 男子滑降     |
| 銀メダル | トルーデ・バイザー           | アルペンスキー     | 女子滑降     |
| 銀メダル | エバ・パブリック             | フィギュアスケート | 女子シングル |
| 銅メダル | レジ・ハンメラー             | アルペンスキー     | 女子滑降     |
| 銅メダル | エリカ・マーリンガー         | アルペンスキー     | 女子回転     |
| 銅メダル | エリカ・マーリンガー         | アルペンスキー     | 女子複合     |
| 銅メダル | エディ・ラダ                 | フィギュアスケート | 男子シングル |